# Tableau des médailles des Jeux paralympiques d'hiver de 2018
Le tableau des médailles des Jeux paralympiques d'hiver de 2018 donne le classement des nations par nombre de médailles d'or, d'argent et de bronze remportées aux Jeux paralympiques d'hiver de 2018, qui se tiennent du 9 mars au 18 mars 2018 à Pyeongchang, en Corée du Sud.

## Tableau des médailles
Le tableau du classement des médailles par pays se fonde sur les informations fournies par le Comité international paralympique (IPC) et est en concordance avec la convention de l'IPC relative aux classements des médailles. Par défaut, c’est le classement suivant le nombre de médailles d'or remportées par pays (à savoir une entité nationale représentée par un Comité national paralympique) qui prévaut. À nombre égal de médailles d'or, c'est le nombre de médailles d'argent qui est pris en considération. À nombre égal de médailles d'argent, c'est le nombre de médailles de bronze qui départage deux nations. En cas d’égalité, toutes médailles confondues, les nations occupent le même rang dans le classement et sont listées par ordre alphabétique.
- Pays organisateur ( Corée du Sud)

| Rang  | Nation                         | Or | Argent | Bronze | Total |
| ----- | ------------------------------ | -- | ------ | ------ | ----- |
| 1     | États-Unis                     | 13 | 15     | 8      | 36    |
| 2     | Athlètes paralympiques neutres | 8  | 10     | 6      | 24    |
| 3     | Canada                         | 8  | 4      | 16     | 28    |
| 4     | France                         | 7  | 8      | 5      | 20    |
| 5     | Allemagne                      | 7  | 8      | 4      | 19    |
| 6     | Ukraine                        | 7  | 7      | 8      | 22    |
| 7     | Slovaquie                      | 6  | 4      | 1      | 11    |
| 8     | Biélorussie                    | 4  | 4      | 4      | 12    |
| 9     | Japon                          | 3  | 4      | 3      | 10    |
| 10    | Pays-Bas                       | 3  | 3      | 1      | 7     |
| 11    | Suisse                         | 3  | 0      | 0      | 3     |
| 12    | Italie                         | 2  | 2      | 1      | 5     |
| 13    | Grande-Bretagne                | 1  | 4      | 2      | 7     |
| 14    | Norvège                        | 1  | 3      | 4      | 8     |
| 15    | Australie                      | 1  | 0      | 3      | 4     |
| 16    | Corée du Sud                   | 1  | 0      | 2      | 3     |
| 16    | Finlande                       | 1  | 0      | 2      | 3     |
| 16    | Nouvelle-Zélande               | 1  | 0      | 2      | 3     |
| 19    | Croatie                        | 1  | 0      | 1      | 2     |
| 20    | Chine                          | 1  | 0      | 0      | 1     |
| 20    | Kazakhstan                     | 1  | 0      | 0      | 1     |
| 22    | Autriche                       | 0  | 2      | 5      | 7     |
| 23    | Espagne                        | 0  | 1      | 1      | 2     |
| 24    | Suède                          | 0  | 1      | 0      | 1     |
| 25    | Belgique                       | 0  | 0      | 1      | 1     |
| 25    | Pologne                        | 0  | 0      | 1      | 1     |
| Total | Total                          | 80 | 80     | 81     | 241   |